# Bateria AA

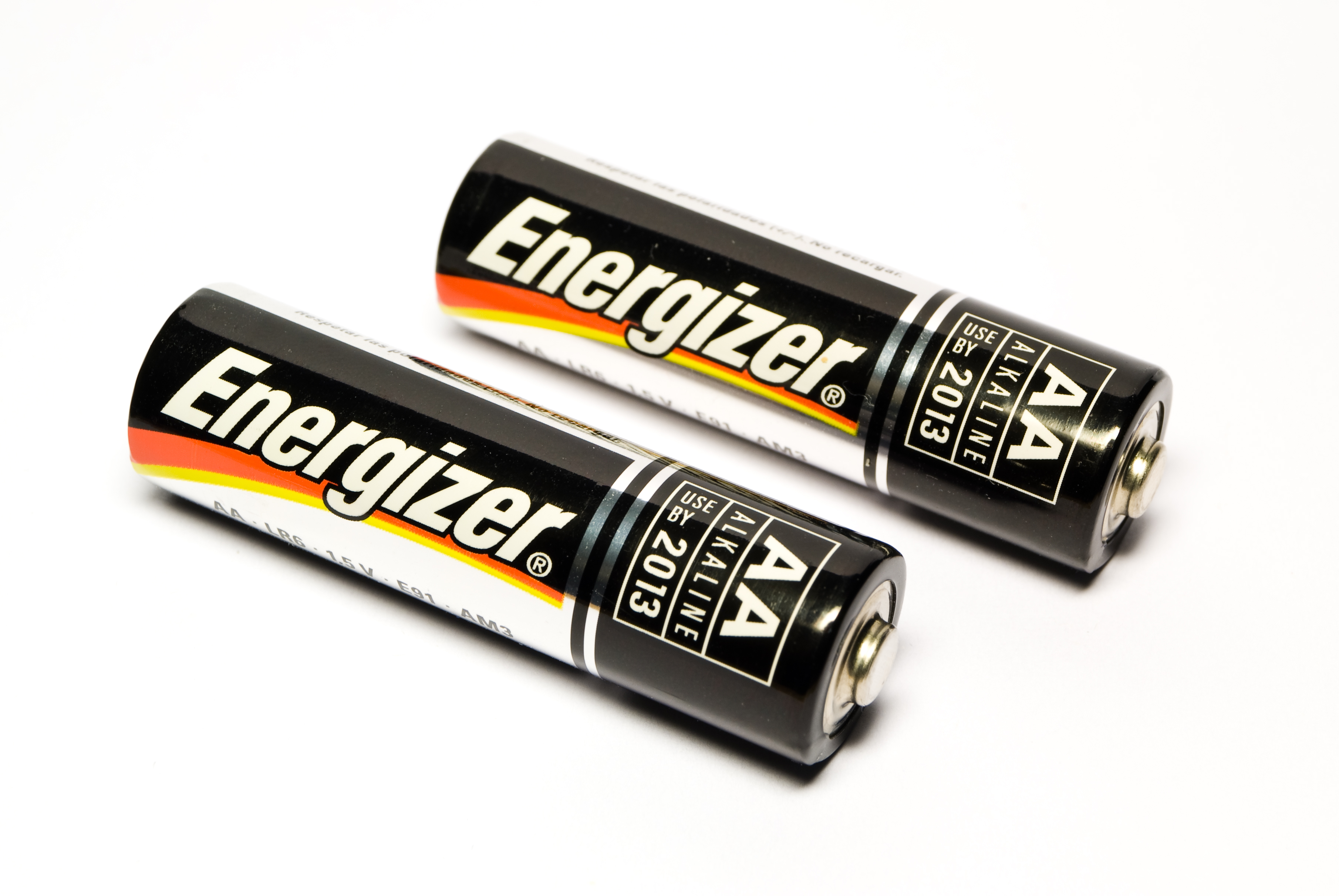
Bateria AA

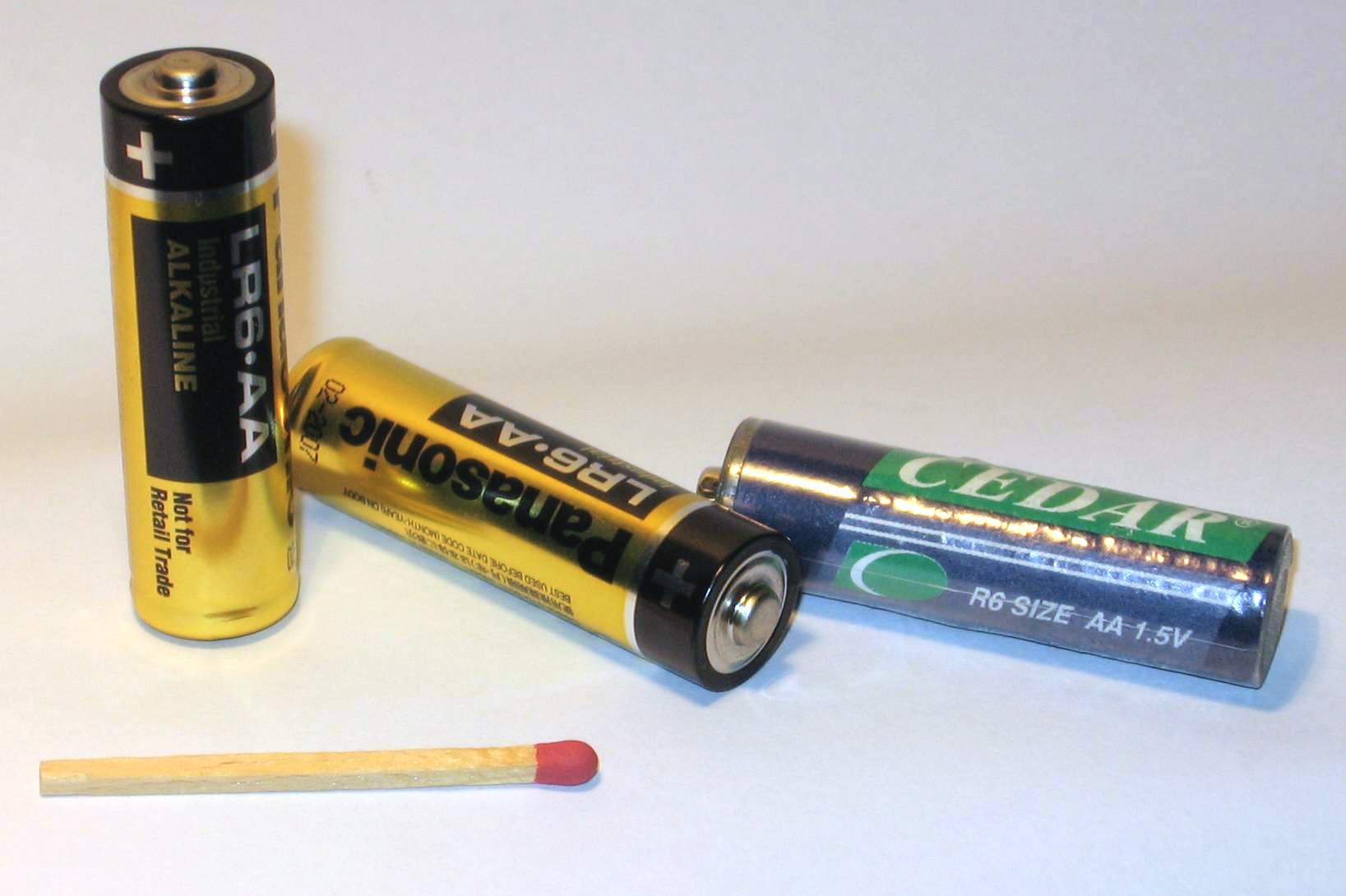
Porównanie wielkości baterii AA z zapałką

Bateria AA – określenie komercyjnego ogniwa galwanicznego w kształcie walca o średnicy ok. 1,4 cm, powszechnie używana w sprzęcie elektronicznym. Bateria typu AA została znormalizowana przez ANSI w 1947 roku i jest znana także jako R6 (węglowo-cynkowa), LR6 (alkaliczna), FR6 (litowo-żelazowa) oraz Mignon. W Polsce popularnie nazywana paluszkiem.
Baterii AA nie należy mylić z akumulatorami AA - czyli ogniwami wielokrotnego ładowania/rozładowania o tych samych wymiarach.

## Wymiary i masa baterii

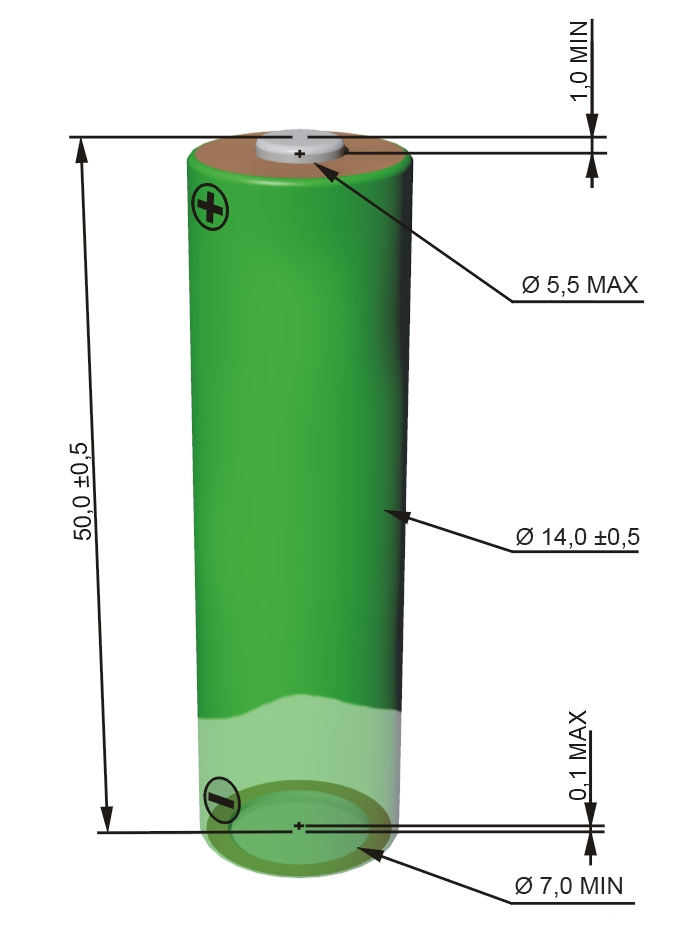
Standardowe wymiary w milimetrach baterii AA

Ogniwo AA ma kształt walca o długości całkowitej ok. 51 mm, średnicy rzędu 13,50–14,50 mm (zwykle 14,05 do 14,15 mm). Tradycyjne baterie alkaliczne odznaczają się masą w przybliżeniu 23 g, podczas gdy akumulatory niklowo-metalowo-wodorkowe ważą od 26 g do 31 g. Znacznie lżejsze są baterie litowe (o napięciu 1,7 V), które ważą ok. 15 g przy większej pojemności (3000 mAh) niż baterie alkaliczne czy akumulatory NiMH.
Baterie cynkowo-węglowe i alkaliczne typu AA cechują się nominalnym napięciem 1,5 wolta, podczas gdy akumulatory niklowo-kadmowe i niklowo-metalowo-wodorkowe charakteryzują się nominalnym napięciem 1,2 V.

## Pojemność baterii AA
Ze względu na wielkość baterie AA mają większą pojemność niż baterie AAA, a mniejszą niż baterie C i D. Producenci zasadniczo nie podają pojemności baterii (w przeciwieństwie do akumulatorów NiCd i NiMH). Powodem takiego postępowania jest trudność ustalenia pojemności baterii. Zależy ona w dużej mierze od warunków pomiarowych:
- zastosowanego prądu rozładowania,
- temperatury otoczenia i temperatury baterii,
- czy rozładowanie jest ciągłe czy chwilowe, czy też z przerwami,
- warunki i czas przechowywania baterii przed i w trakcie testu.

Orientacyjne porównanie pojemności ogniw i akumulatorów (kolejność chronologiczna) typu AA:
- 400–1000 mAh baterie węglowo-cynkowe
- 600–1000 mAh akumulatory NiCd
- do 2300 mAh baterie alkaliczne
- 1700–2900 mAh akumulatory NiMH
- około 3000 mAh baterie Lithium oparte na Li-FeS2

Producenci baterii podają w reklamach, że baterie alkaliczne działają do 10 razy dłużej od baterii cynkowo-węglowych, a baterie litowe działają do 7 razy dłużej niż baterie alkaliczne. 

## Nietypowe warianty baterii/akumulatorów AA

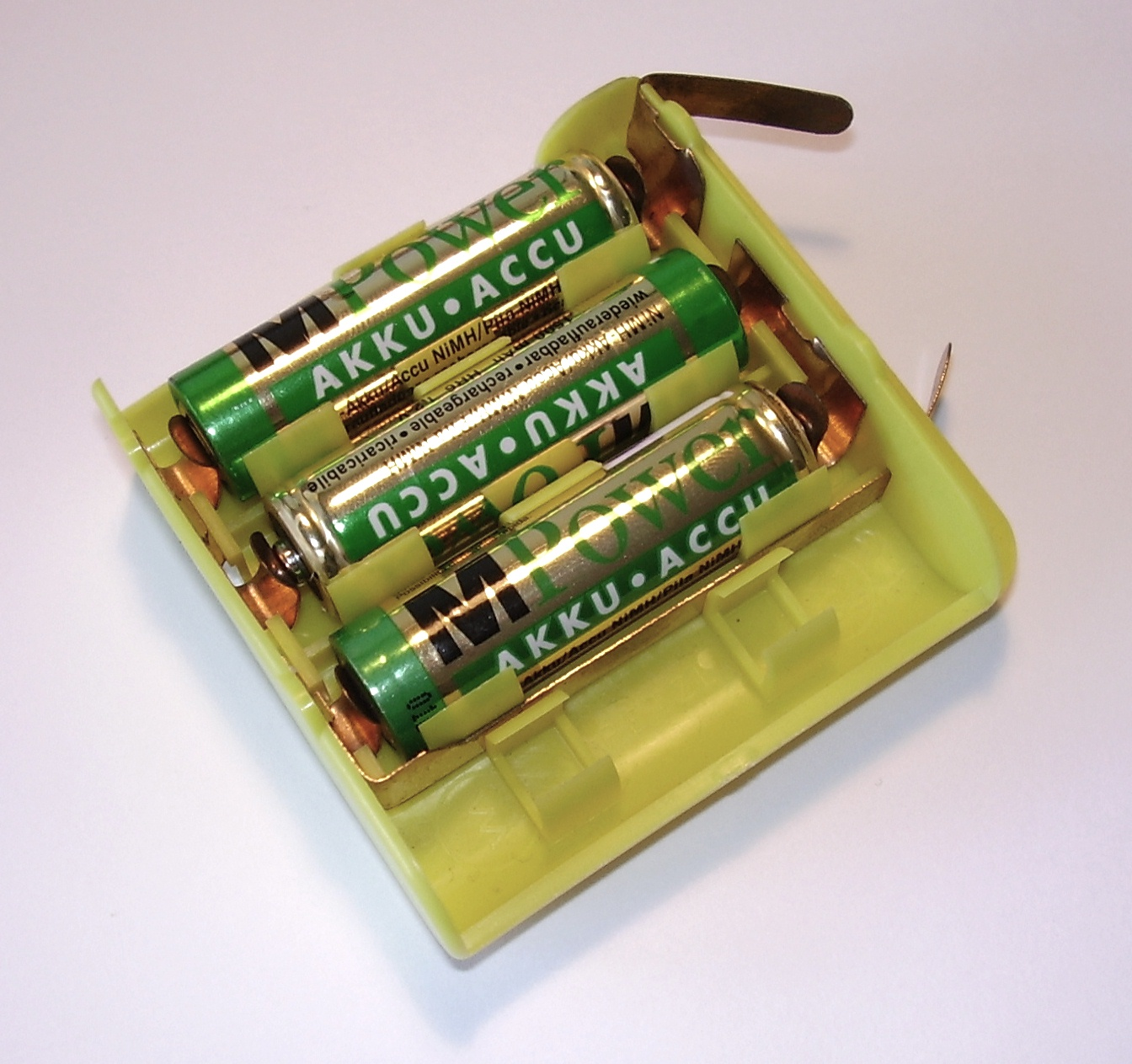
Adapter wielkości baterii 3R12

Dwie litowe baterie AA zapakowane obok siebie i połączone szeregowo w jednej obudowie w baterię ogniw to bateria CR-V3. Taki pakiet ma napięcie równe sumie dwóch baterii AA. Baterie takie są stosowane zamiennie z dwiema bateriami AA, w niektórych aparatach fotograficznych. 
Na rynku są też dostępne akumulatorki o rozmiarze AA zbudowane z ogniw litowych o napięciu ok. 3,6 V. 
Dostępne na rynku są też baterie AA "połówkowe" i "dwie trzecie", czyli o tej samej średnicy ale odpowiednio o połowę lub 1/3 krótsze. Takie baterie mają napięcie 1,5 V lub 3,6 V, ale odpowiednio mniejszą pojemność.